# Gustav Albert Lange

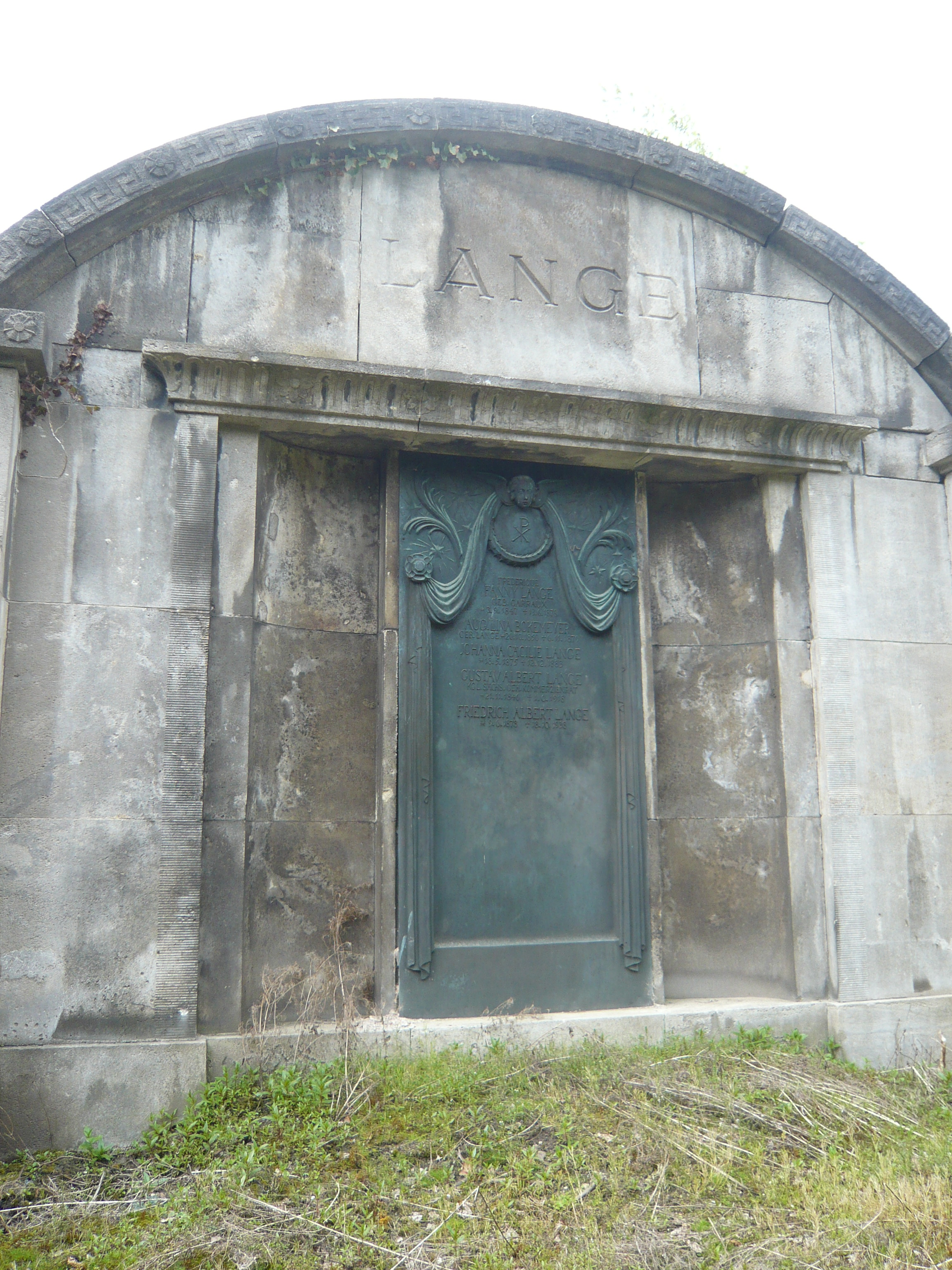
Familiengruft Lange auf dem Städtischen Friedhof in Aue

Gustav Albert Lange (* 21. November 1846 in Schneeberg (Erzgebirge); † 1. Juni 1918 in Aue (Sachsen)) war ein deutscher Unternehmer, Rittergutsbesitzer und Politiker.

## Leben
Gustav Albert Lange war ab 1874 neben seiner Schwester Clara Domkowicz geborene Lange Mitinhaber der Unternehmen seines Vaters Adolph Lange, 1885 übernahm er die Leitung der Sächsische Kupfer- und Messingwerke F. A. Lange in Kupferhammer-Grünthal bei Olbernhau und der Dr. Geitners Argentanfabrik F. A. Lange in Auerhammer. Nach dem Tod des Vaters 1898 übernahm er die Unternehmen in gemeinschaftlichen Besitz mit seiner Schwester Clara. Er wurde mit den Werken zu dem bedeutendsten Hersteller von Nichteisenmetallen in Sachsen. Vom sächsischen Staat wurde er mit den Ehrentiteln Kommerzienrat und später Geheimer Kommerzienrat ausgezeichnet.
Im Werk Auerhammer fanden bis 1908 1000 Menschen Beschäftigung. Sie fertigten unter anderem Neusilber, Messing, Tombak, Auran und Bronze. In dem Werk in Grünthal stellten zum gleichen Zeitpunkt 650 Beschäftigte Kupfer, Messing, Tombak und Bronze her und verarbeiteten diese zu Drähten, Platten und Blechen. An einem weiteren Standort in Schweinitzmühle produzierte eine Belegschaft von 350 Mitarbeitern Bleche aus Neusilber, Messing, Bronze und Kupfer für den Bedarf in Österreich.
1917 wurde Gustav Albert Lange vom sächsischen König Friedrich August III. als Rittergutsbesitzer durch Königliche Ernennung in die I. Kammer des Sächsischen Landtags berufen, der er bis zu seinem Tod im Juni 1918 angehörte. Gustav Albert Lange wurde in der Familiengruft auf dem Städtischen Friedhof in Aue beigesetzt.